# Instituut voor Journalistiek
Het Instituut voor Journalistiek, is een Belgische onderwijsinstelling te Brussel.

## Historiek
Het instituut werd op 11 april 1922 in de schoot van de Algemene Belgische Persbond (ABP) opgericht, onder de naam onder de naam Institut pour Journalistes de Belgique (Instituut voor Journalisten van België), naar aanleiding van een beslissing op het 'achtste congres van de Belgische pers' te Namen in 1921. Het was de eerste journalistenschool in België.
Tot 2002 was de maatschappelijke zetel gelegen in de Steenkoolstraat 9b te Brussel. Op de statutaire vergadering van 15 maart 2002 werd besloten om deze te verplaatsen naar de huidige locatie in de Wetstraat 155, eveneens in Brussel.
Het instituut richt, onder auspiciën van de Algemene Vereniging van Beroepsjournalisten van België (AVBB) in samenwerking met de Vlaamse Vereniging van Journalisten (VVJ), de opleiding journalistiek in. De opleiding duurt twee jaar en wordt gegeven in Syntra Brussel.

## Structuur

### Beleid
| Tijdspanne   | Voorzitter    |
| ------------ | ------------- |
| ...          |               |
| 1975 - 2004  | Leo Siaens    |
| 2004 - heden | Marc Van Impe |